# أبولونيوس
أبولونيوس (باليونانية القديمة: Απολλώνιος)، (باللاتينية: Apollonius) أبولونيوس (ابن كارينوس) أو شارينوس.
تم تعيين أبولونيوس ابن شارينوس، من قبل الإسكندر الأكبر، قبل مغادرته مصر، حاكمًا لجزء من ليبيا في ما يعرف بقاليم برقة أو مملكة قورينائية في عام 331 قبل الميلاد.